# Zabytki w Gdańsku

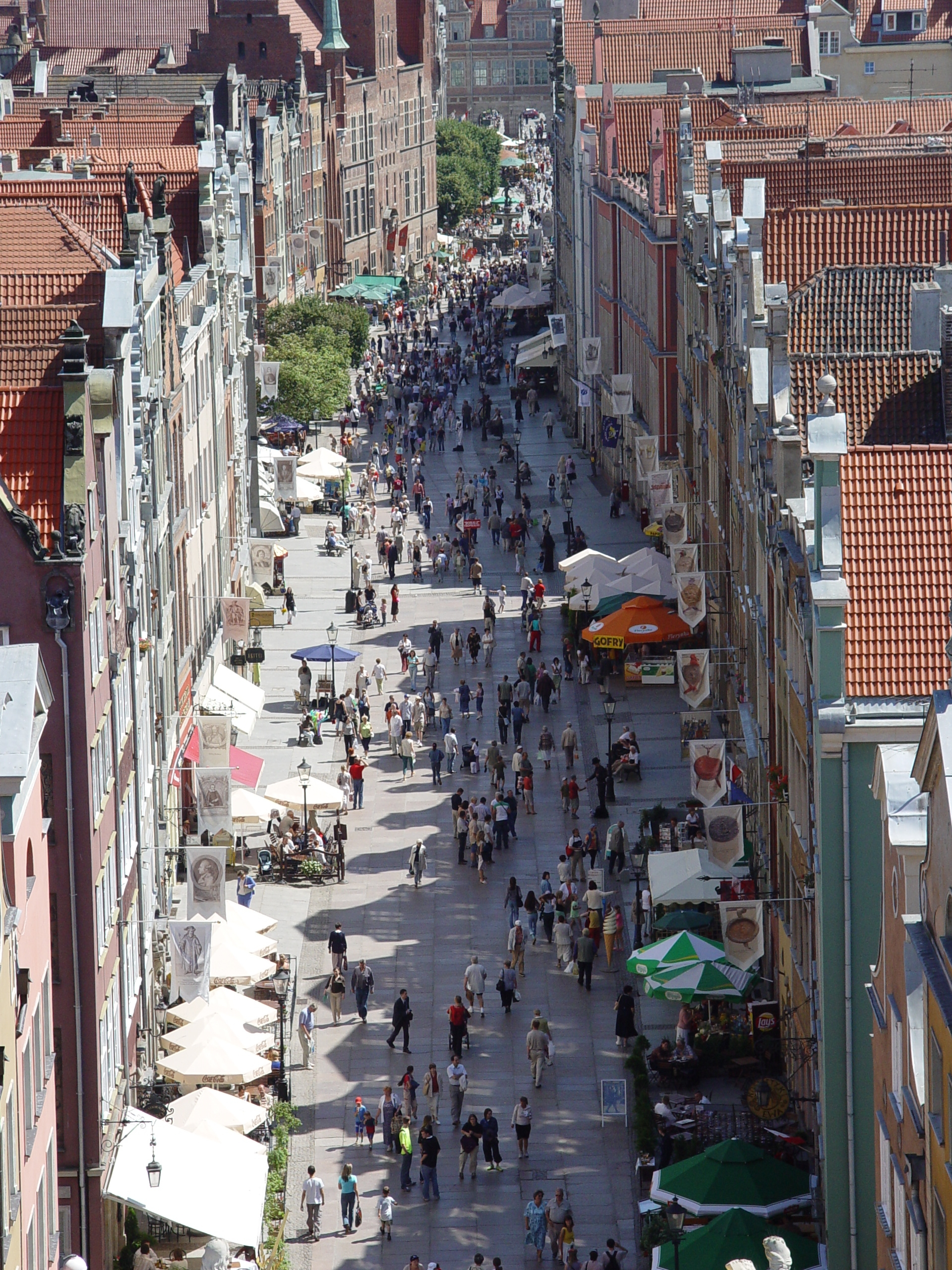
Ulica Długa w Gdańsku

Gdańsk stanowi jeden z najcenniejszych zespołów zabytkowych w Polsce, pomimo że prawie całe historyczne Śródmieście zostało odbudowane po ostatniej wojnie, a znaczna część zabytków ruchomych uległa zniszczeniu bądź rozproszeniu. W okresie renesansu i baroku działali tutaj tacy twórcy jak: Willem, Abraham i Izaak van den Blocke, Antoni van Obberghen, Andreas Schlüter.
Zabytki Gdańska znajdują się na Europejskim Szlaku Gotyku Ceglanego.

## Śródmieście

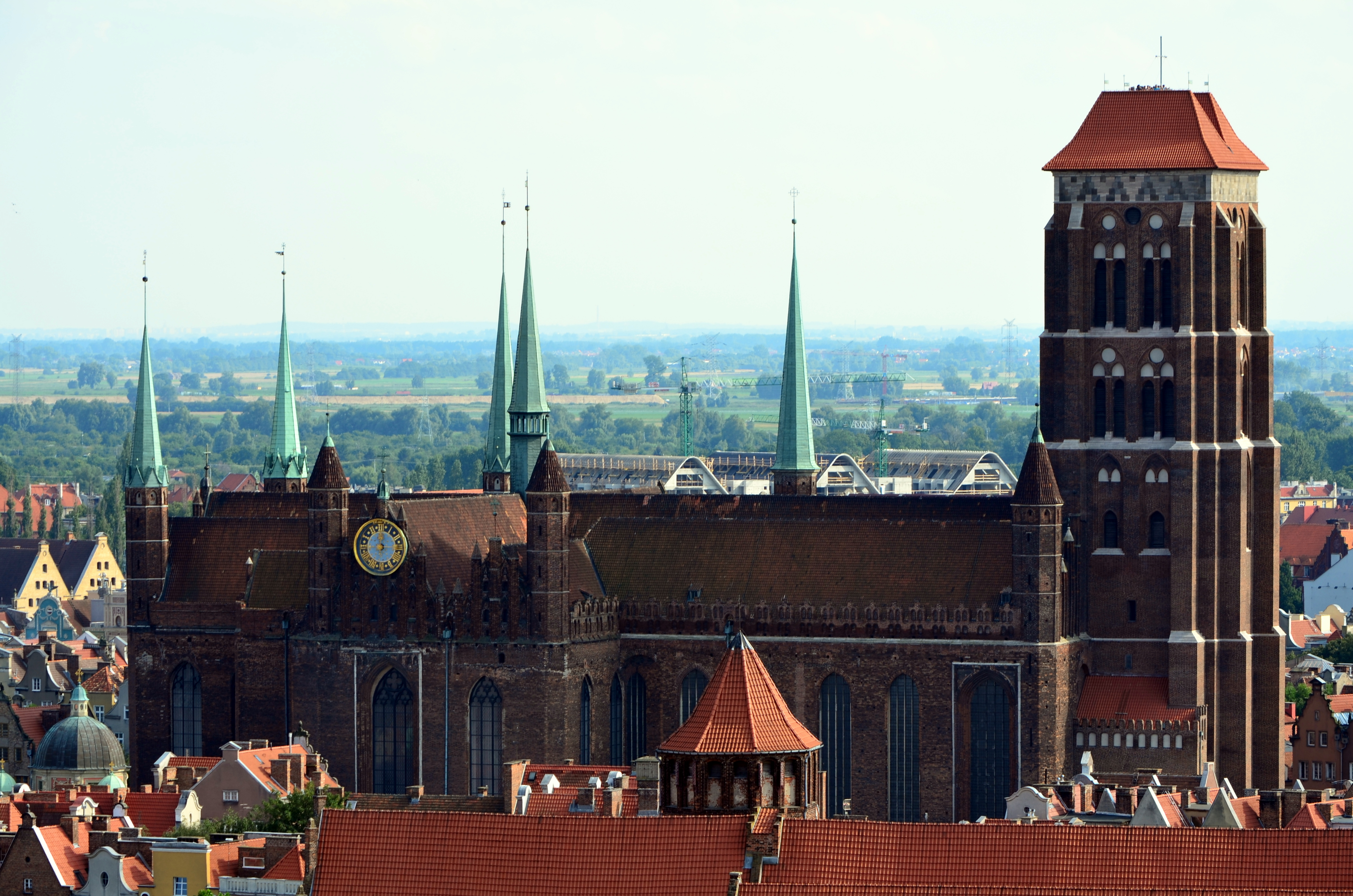
Bazylika Mariacka Wniebowzięcia NMP

### Główne Miasto
- Kościoły:
  - Bazylika Mariacka Wniebowzięcia NMP w Gdańsku
  - kościół św. Ducha (nieczynny)
  - kościół św. Jana
  - kościół św. Mikołaja (Dominikanów)
- kaplica Królewska
- Ratusz Głównego Miasta z carillonem

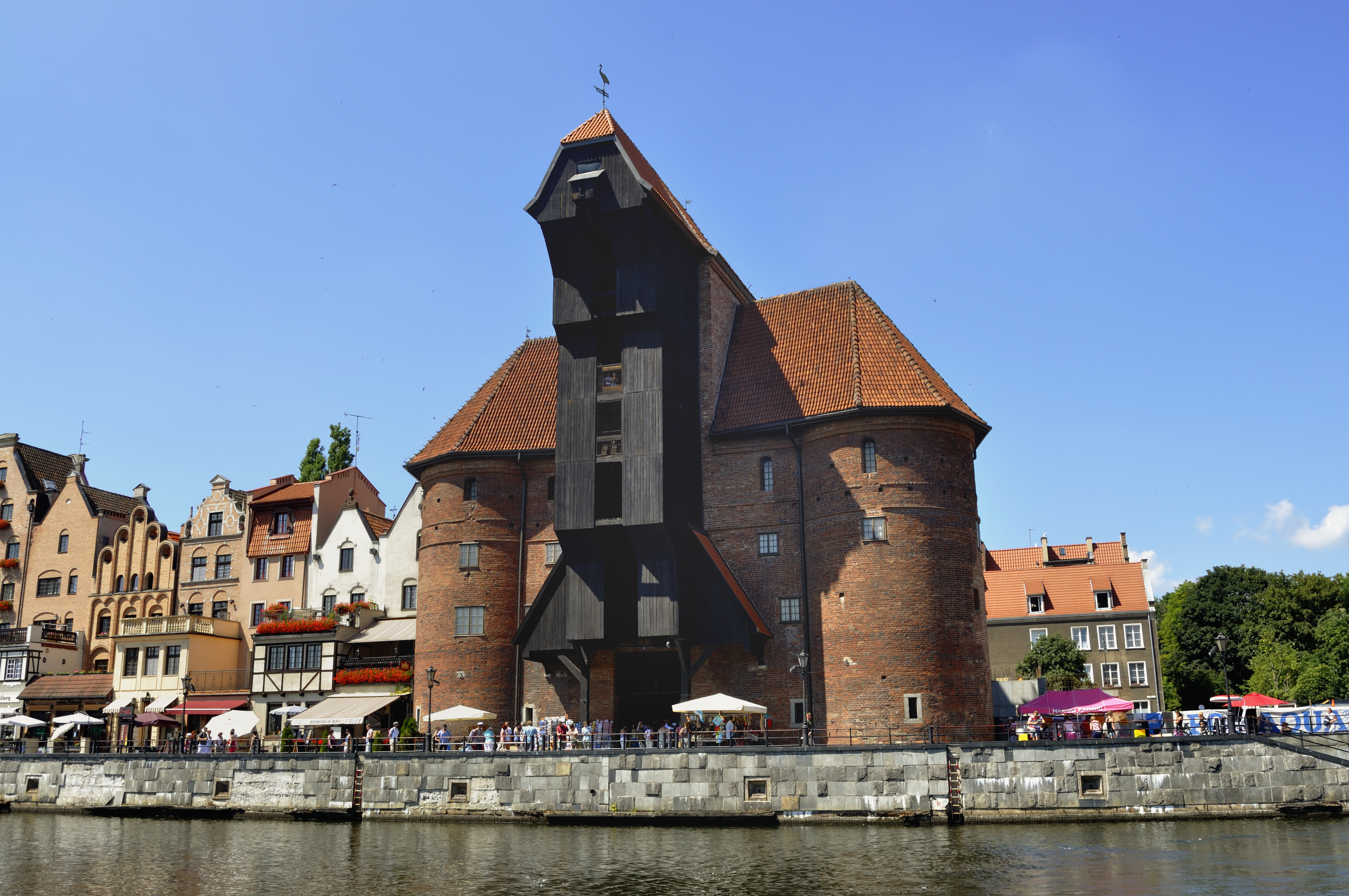
Żuraw

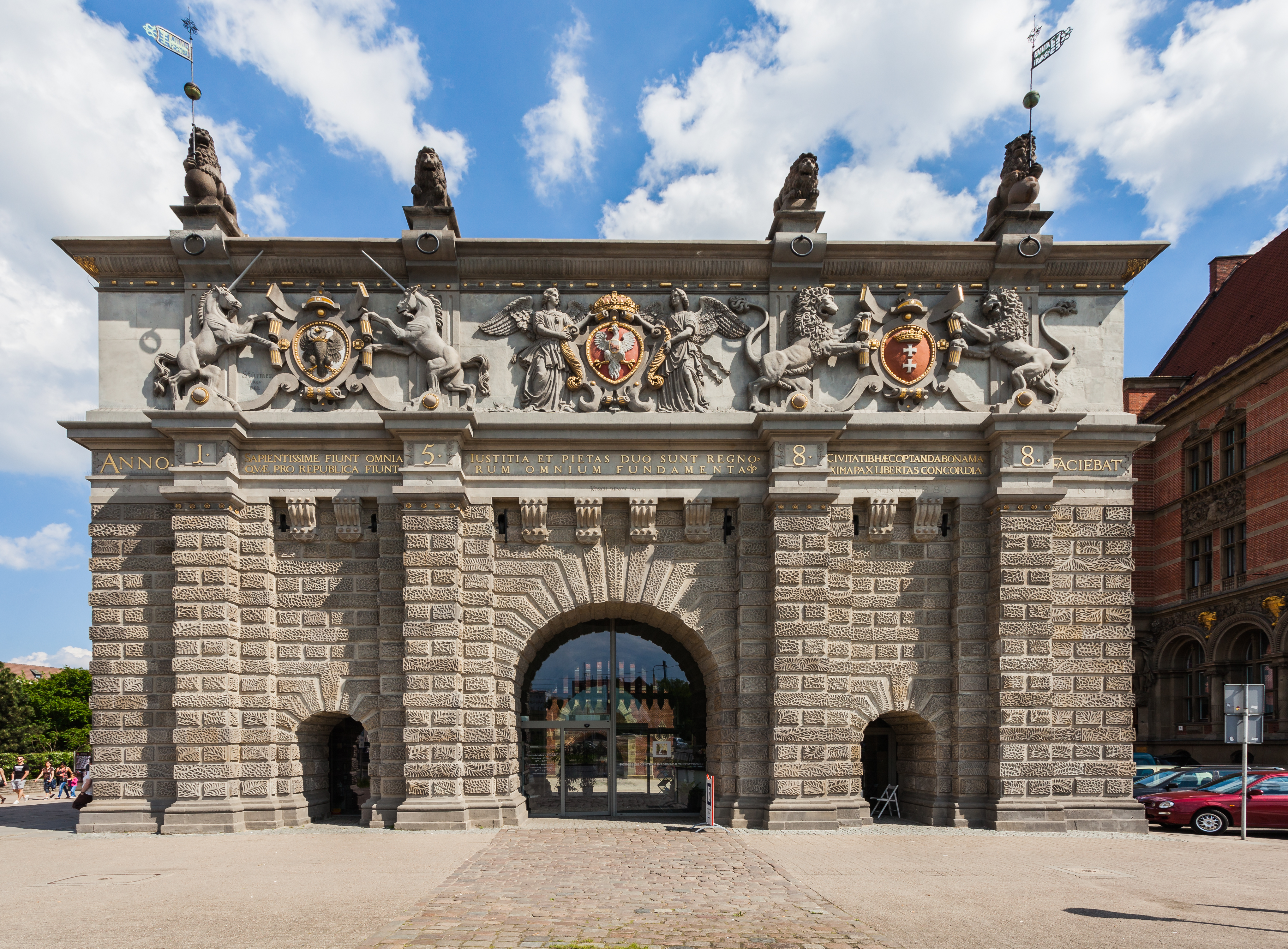
Brama Wyżynna

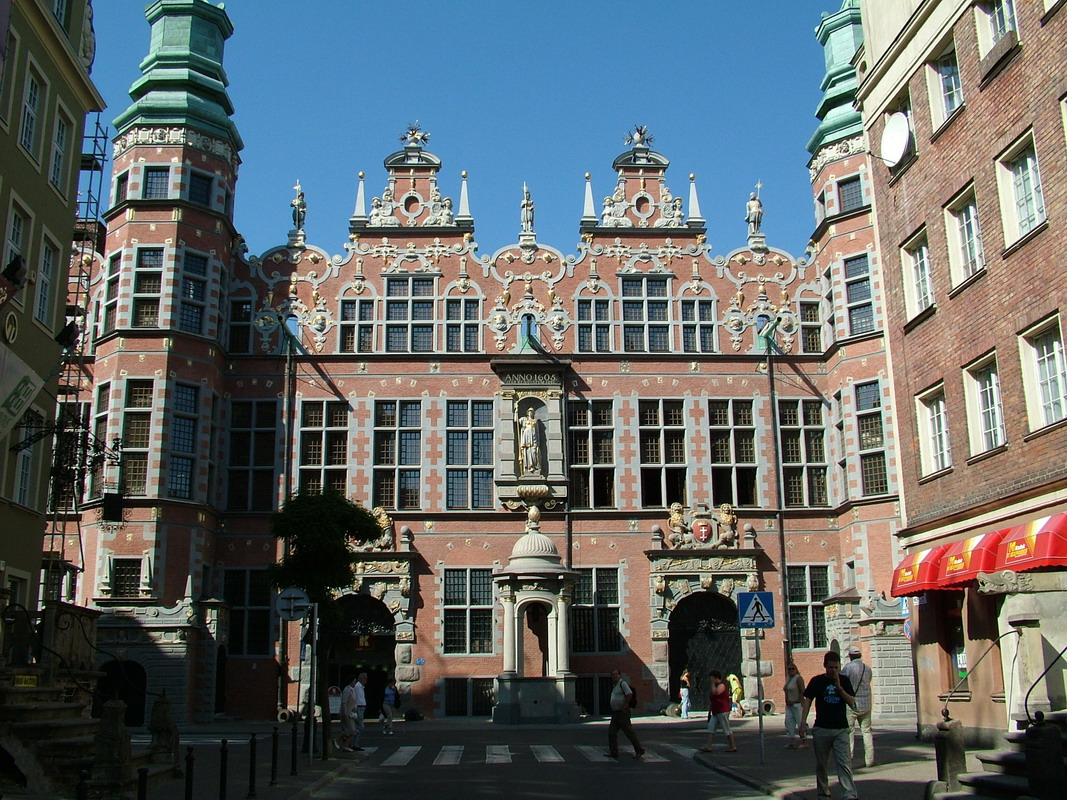
Wielka Zbrojownia

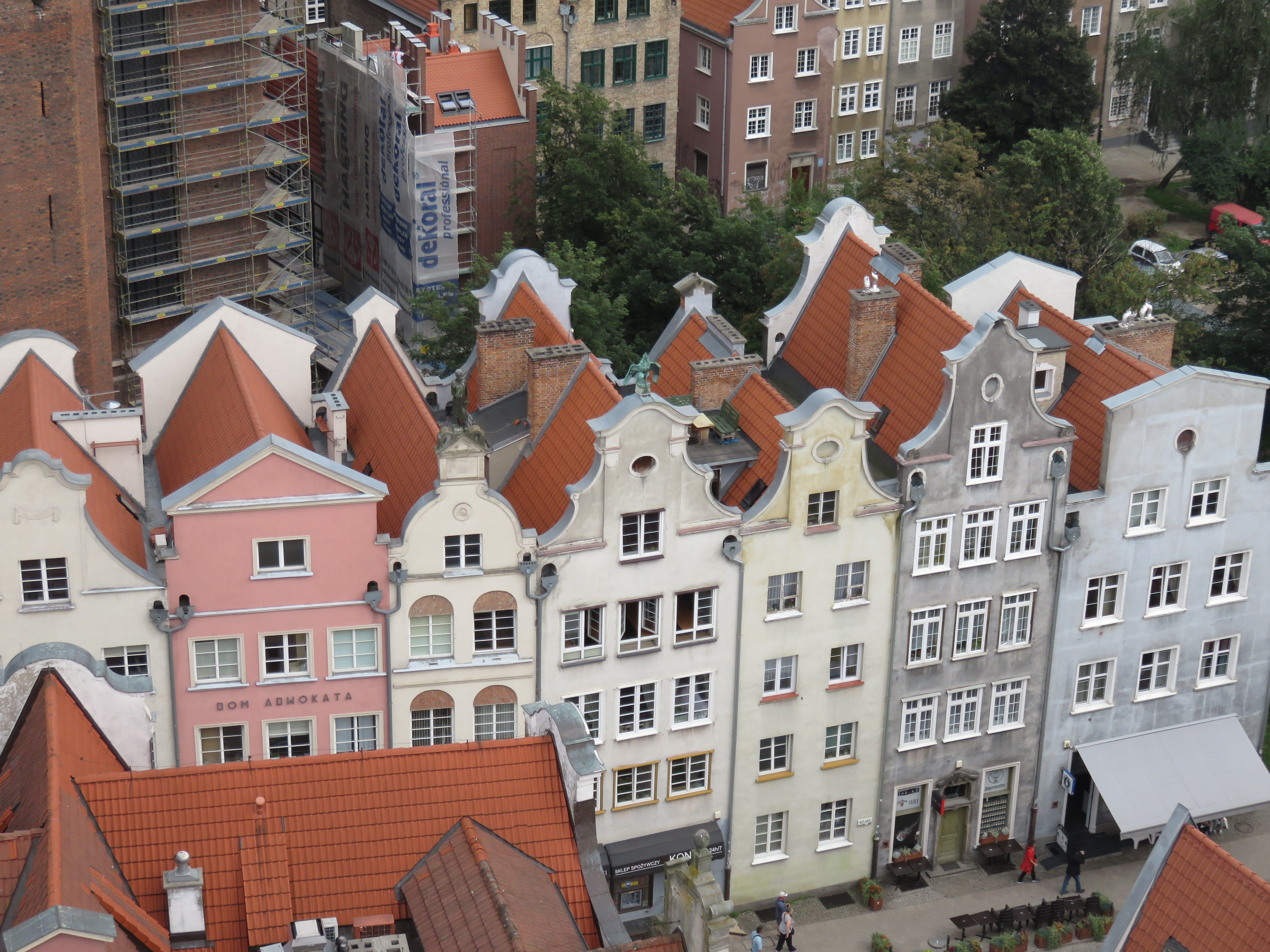
Na pierwszym planie kamienice przy ulicy Chlebnickiej, w tle – przy Mariackiej

- Dwór Artusa
- Dwór Bractwa św. Jerzego
- Fontanna Neptuna

| - Bramy miejskie: - Żuraw - Brama Mariacka - Brama Chlebnicka - Brama Złota - Brama Zielona - Brama Wyżynna - Brama Nizinna - Brama Krowia - Brama św. Ducha - Brama Straganiarska - Brama Świętojańska - Brama Tobiasza - Baszty: - Baszta Biała - Baszta Słomiana - Baszta Jacek - Baszta Łabędź - Baszta Narożna - Baszta Kotwiczników - Baszta Latarniana | - kamienice: - Złota Kamieniczka - Dom Angielski - Dom Ferberów - Dom Schumannów - Dom Uphagena - Kamienica Czirenbergów - Lwi Zamek - Nowy Dom Ławy - Stary Dom Ławy - Dom pod Łososiem - Dom pod Złotą Gołębicą - dom „Pod Żółwiem” - Dom przy Długim Targu 20 - Dom Schlieffów - Dom Schlütera - Dom Towarzystwa Przyrodniczego - Dom Żeglarzy - Germania Hotel - Kamienica Holwela - Kamienica van der Lindów - Szkoła Mariacka |

- Wielka Zbrojownia
- Hala Targowa
- Katownia i Wieża Więzienna
- Stajnia Miejska
- Pomnik Tym co za Polskość Gdańska
- Dwór Miejski
- Ulice:
  - Długa
  - Długi Targ
  - Mariacka
  - Piwna
  - Chlebnicka
  - Długie Pobrzeże

### Stare Miasto
- Kościoły:

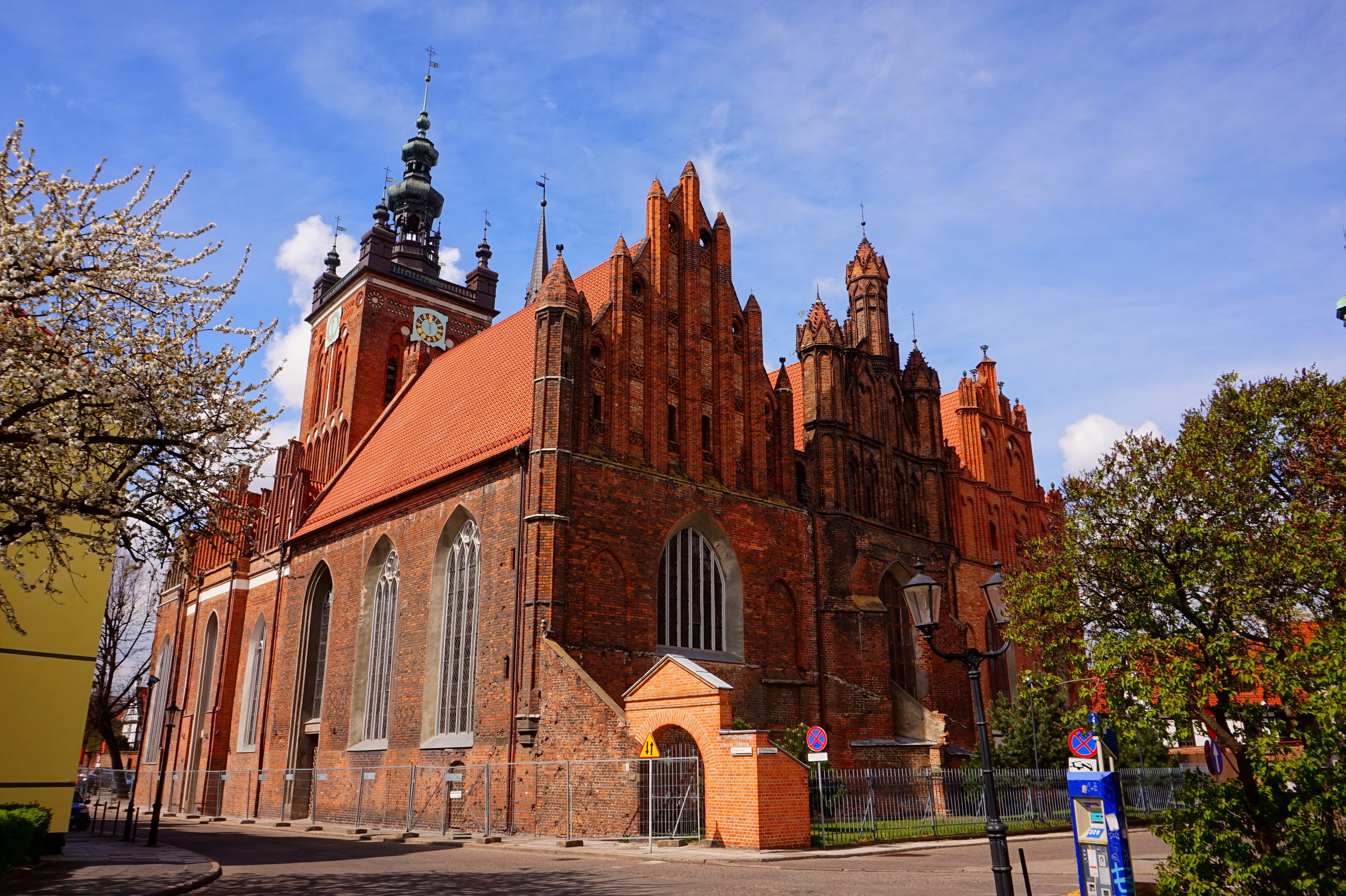
Kościół św. Katarzyny

  - kościół św. Katarzyny z carillonem
  - kościół św. Brygidy
  - kościół św. Bartłomieja
  - kościół św. Jakuba
  - kościół św. Elżbiety
  - kościół św. Józefa
- Ratusz Starego Miasta
- Wielki Młyn
- Mały Młyn
- Dom Opatów Pelplińskich
- Dom Kaznodziejów
- Domek ryglowy
- Dom Dobroczynności
- Biblioteka PAN
- Poczta Polska
- Pomnik Obrońców Poczty Polskiej
- Pomnik Poległych Stoczniowców 1970 i Sala BHP
- Pomnik króla Jana III Sobieskiego
- Spichlerz pod Jeleniem
- Słodownia

### Stare Przedmieście

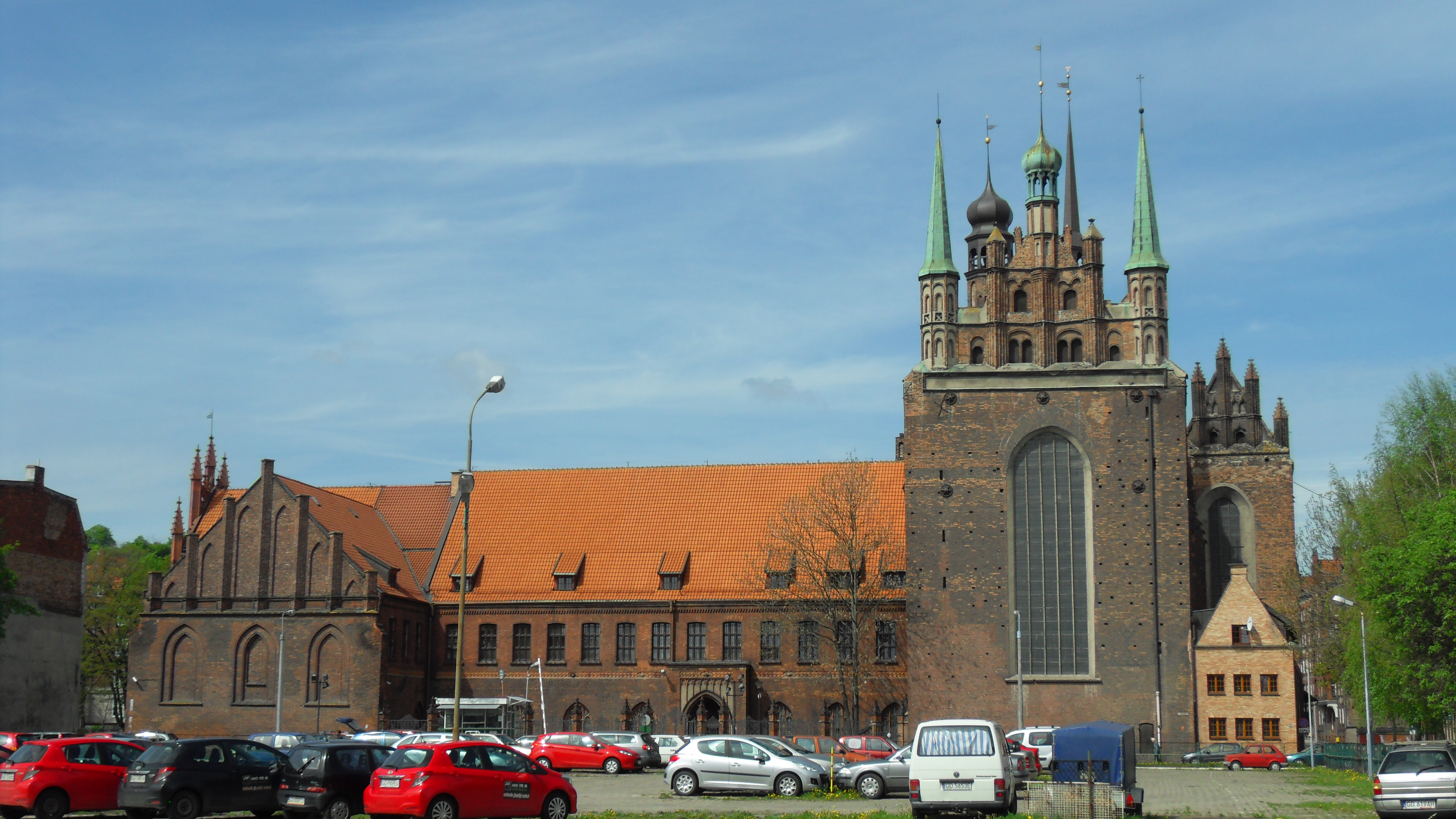
Kościół Św. Trójcy

- kościół św. Trójcy i klasztor pofranciszkański (obecnie siedziba Muzeum Narodowego, w zbiorach tryptyk Hansa Memlinga - Sąd Ostateczny)
- kościół św. Piotra i Pawła
- Mała Zbrojownia
- Brama Nizinna z 1626
- Baszta Biała z 1461
- Baszta pod Zrębem

### Wyspa Spichrzów

Brama Stągiewna

- Brama Stągiewna (Stągwie Mleczne)
- Spichrze:
  - Arka Noego
  - Ciesiarnia
  - Długa Droga
  - Kuźnia
  - Pod Koroną
  - Trupia Czaszka
  - Turek
  - Wisłoujście

### Ołowianka

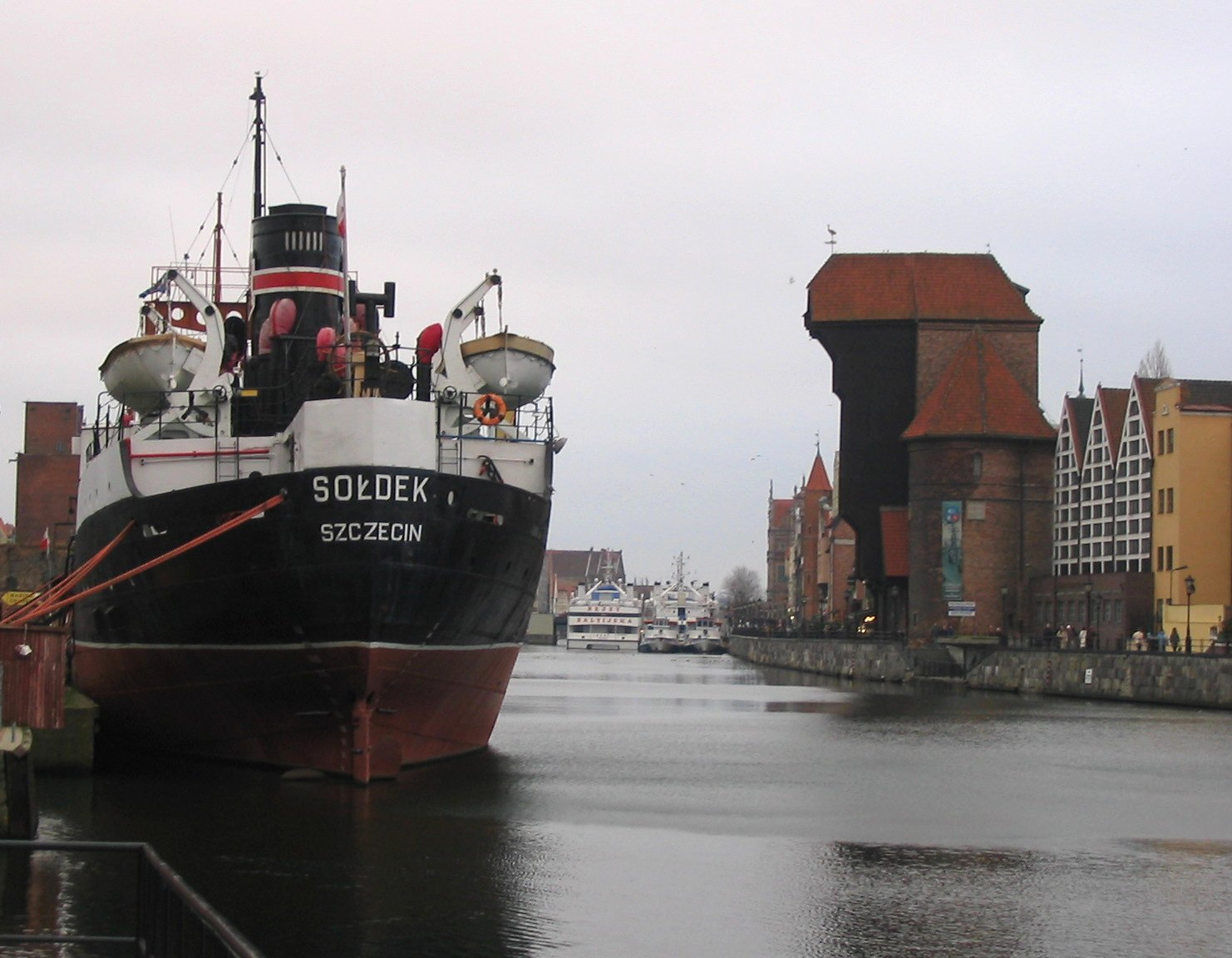
SS Sołdek i Żuraw

- Spichrze
  - Spichrz Królewski
  - Spichrz Oliwski
  - Spichrz Panna
  - Spichrz Miedź
- SS Sołdek

### Grodzisko
- Grodzisko
- Redita Napoleońska
- Twierdza Gdańsk
- Punkt widokowy - Góra Gradowa
- Pomnik Millennium

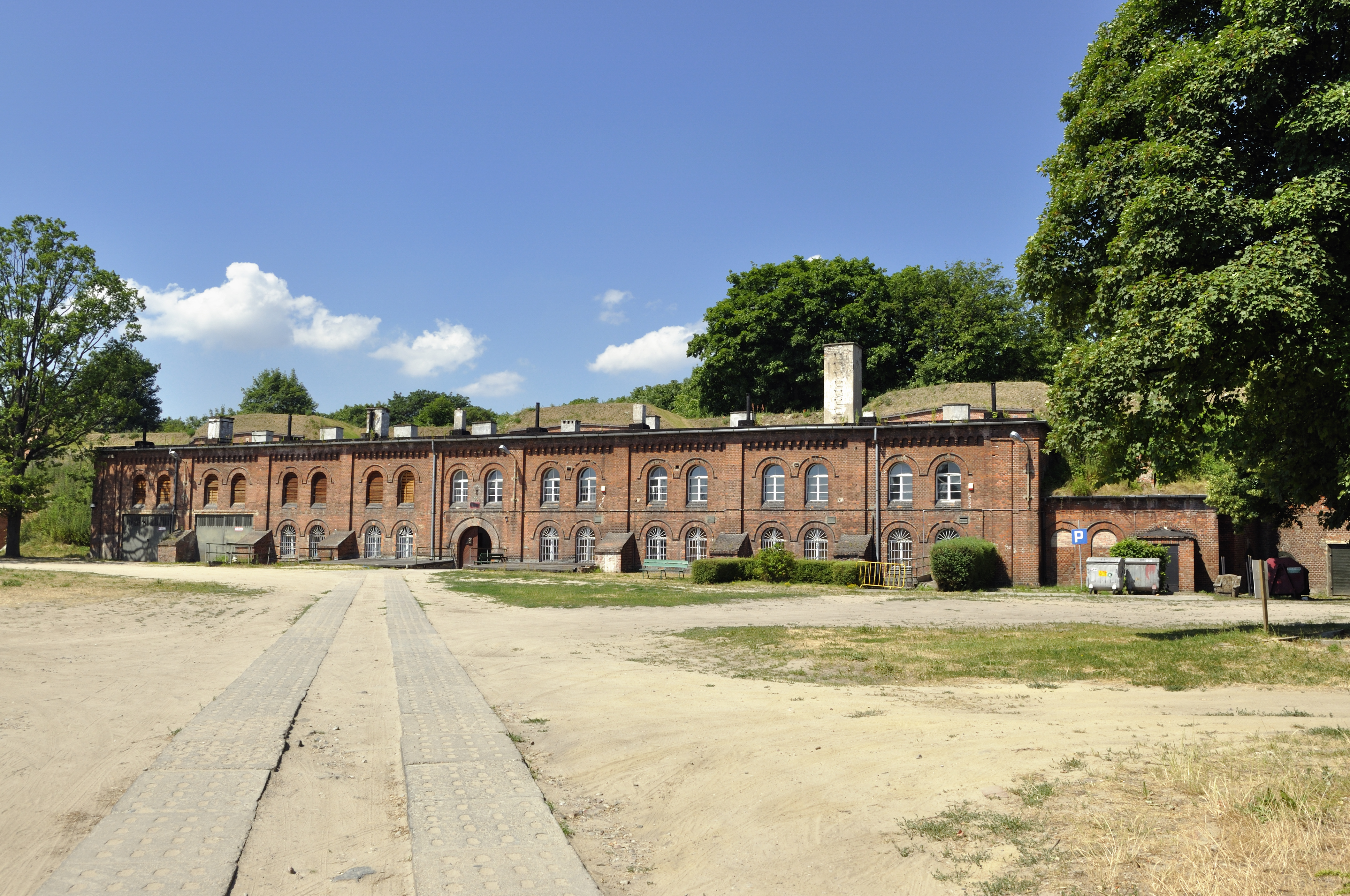
Koszary schronowe

- kościół Bożego Ciała (polskokatolicki, parafialny)
- Pomnik Cmentarz Nieistniejących Cmentarzy
- Pomnik Żołnierzy Rosyjskich

### Długie Ogrody
- kościół św. Barbary
- Brama Żuławska
- Dom pod Murzynkiem
- Nowa Pakownia

### Dolne Miasto
- Brama Żuławska
- Śluza Kamienna

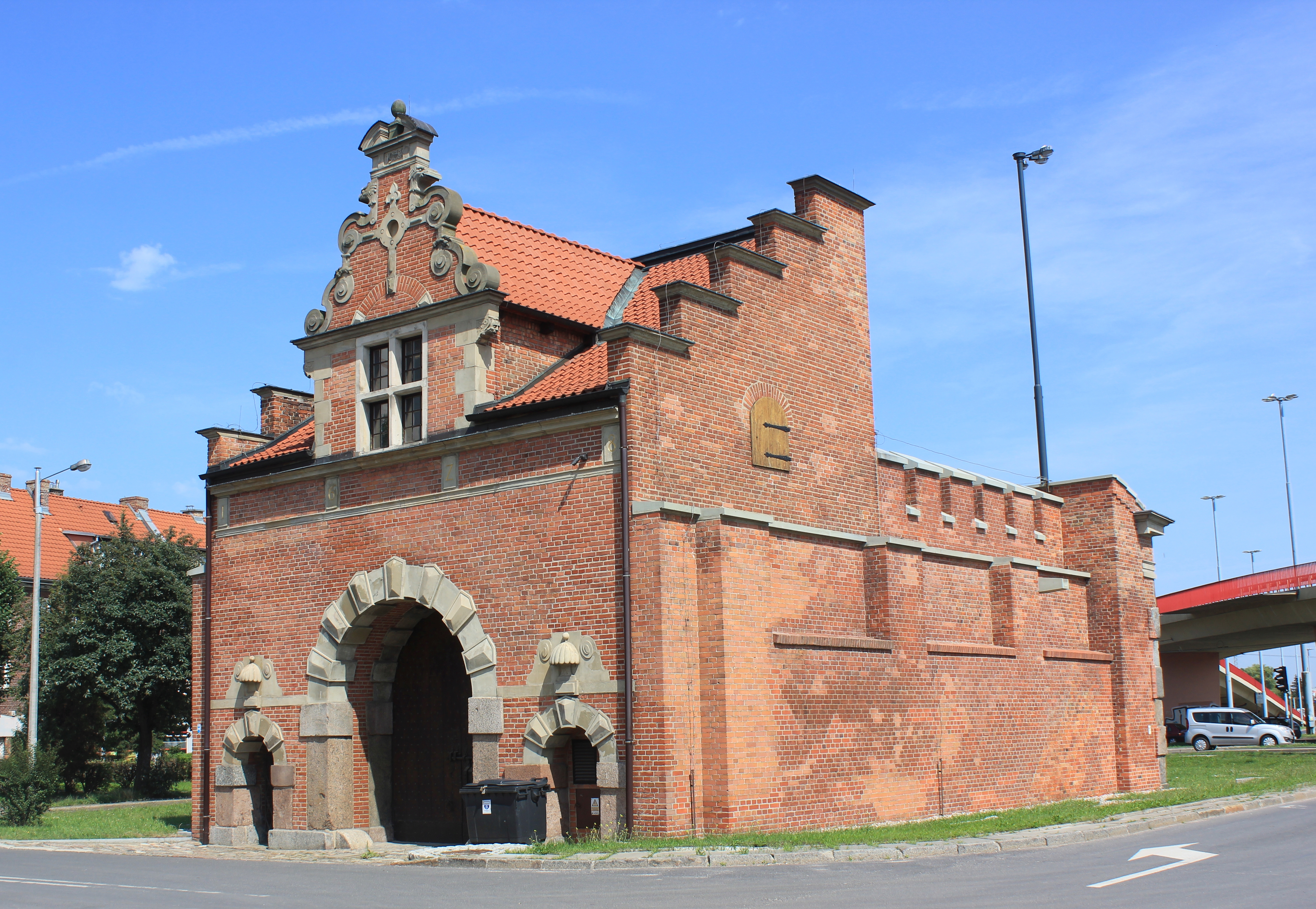
Brama Żuławska

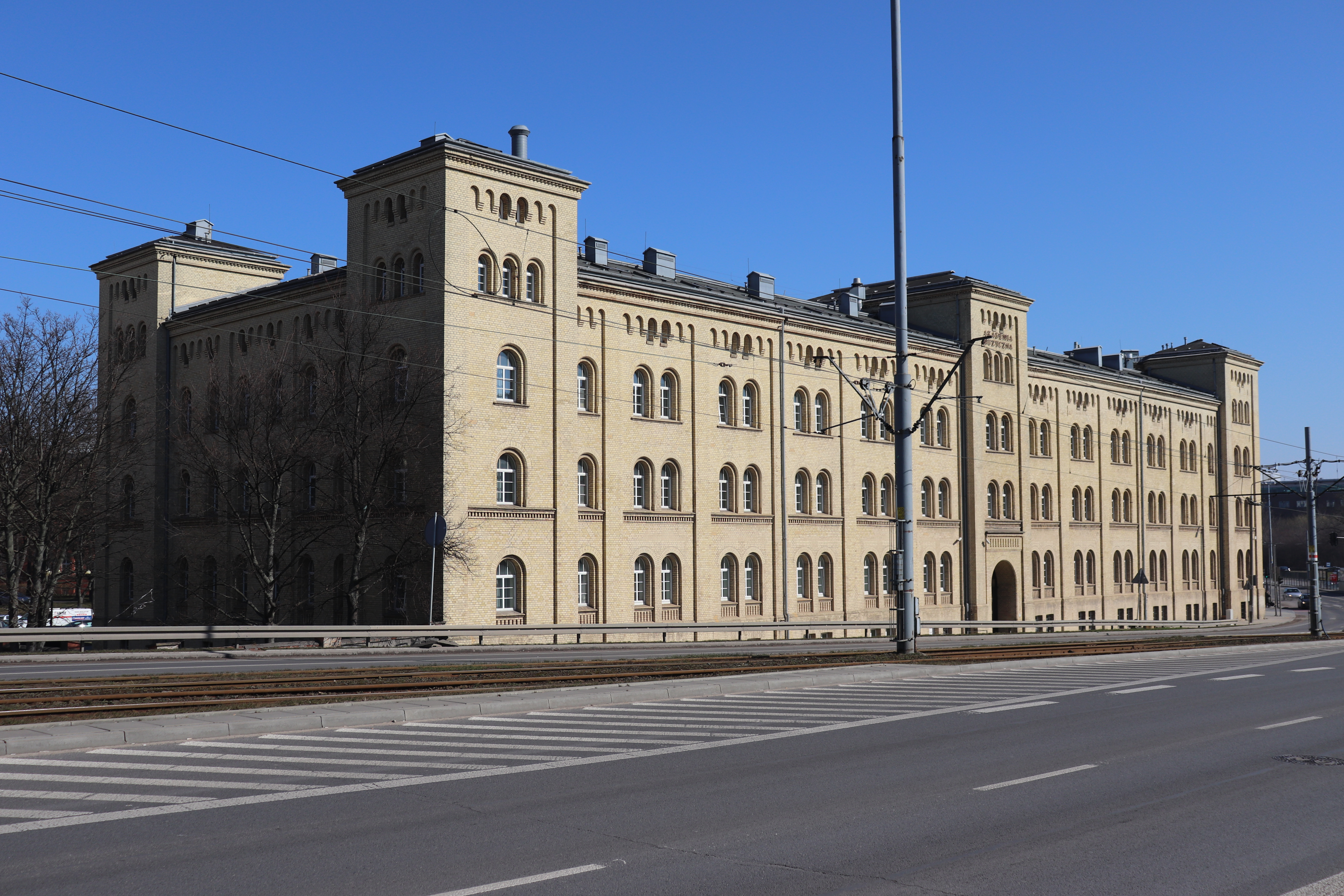
Budynek B (żółty) Akademii Muzycznej

- kościół Niepokalanego Poczęcia NMP
- Letnia rezydencja Jana Uphagena przy ul. Kieturakisa
- Królewska Fabryka Karabinów
- Koszary Wojskowe (ul. Łąkowa) - obecnie Akademia Muzyczna im. Stanisława Moniuszki
- Bastiony
  - Bastion Żubr
  - Bastion Wilk
  - Bastion Wyskok
  - Bastion Miś
  - Bastion Królik
  - Bastion Żbik
  - Bastion św. Gertrudy

### Nowe Ogrody
- Dom Tornwaldta

## Orunia
- kościół św. Ignacego Loyoli
- drewniana dzwonnica z 1777 r.
- Szaniec Jezuicki

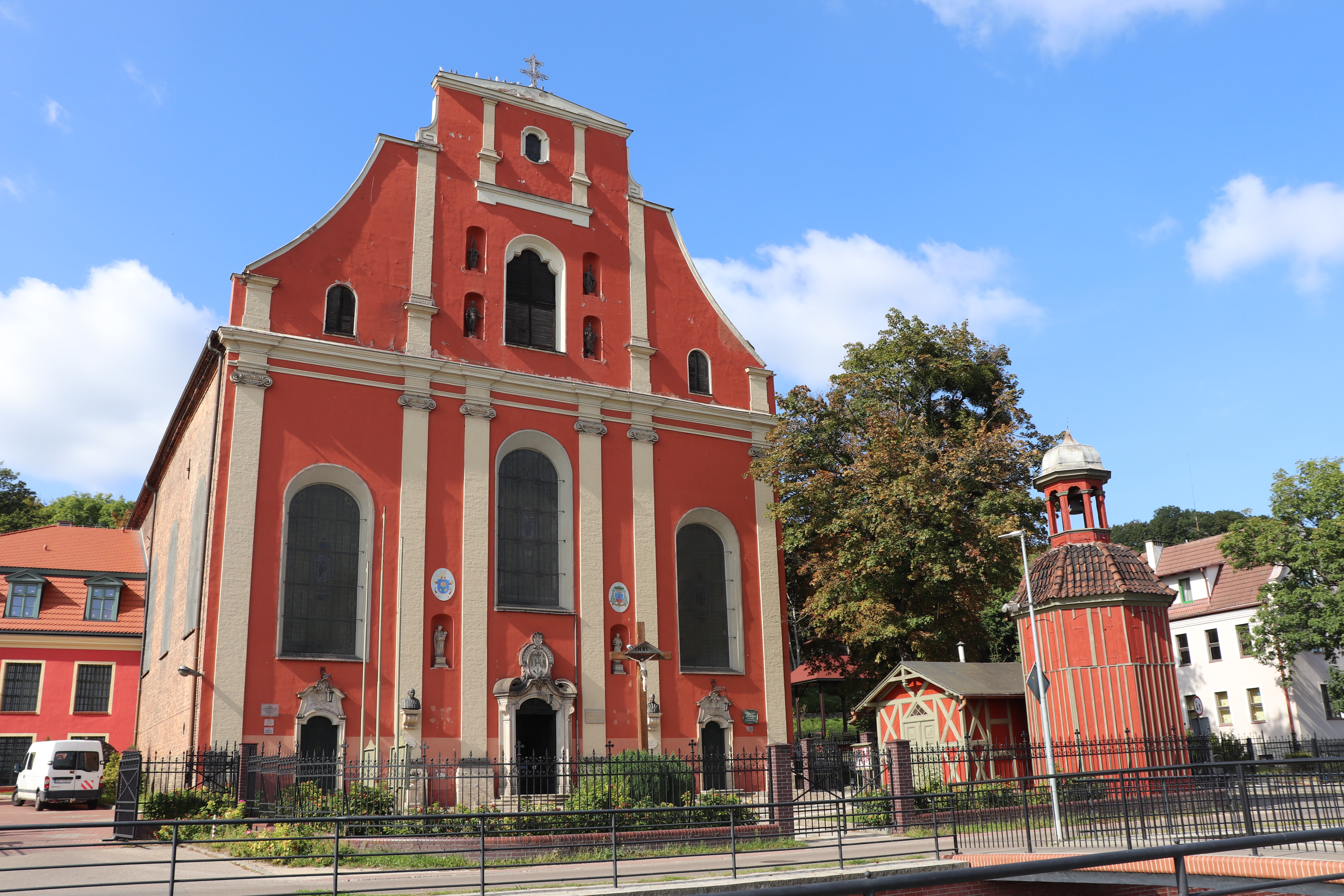
kościół św. Ignacego Loyoli

- zespół szkolny z XIX w. (obecnie siedziba metropolity gdańskiego)
- Kościół Św. Jana Bosko z 1823 r.
- Kuźnia Oruńska z 1800 r.
- Park Oruński wraz z Dworem Oruńskim

## Lipce
- Lwi Dwór - dom żuławski
- Dwór Ferberów
- Park Ferberów

## Aniołki(Wielka Aleja)
- pomnik Daniela Gralatha
- Czołg przy al. Zwycięstwa
- Akademia Medyczna

## Wrzeszcz

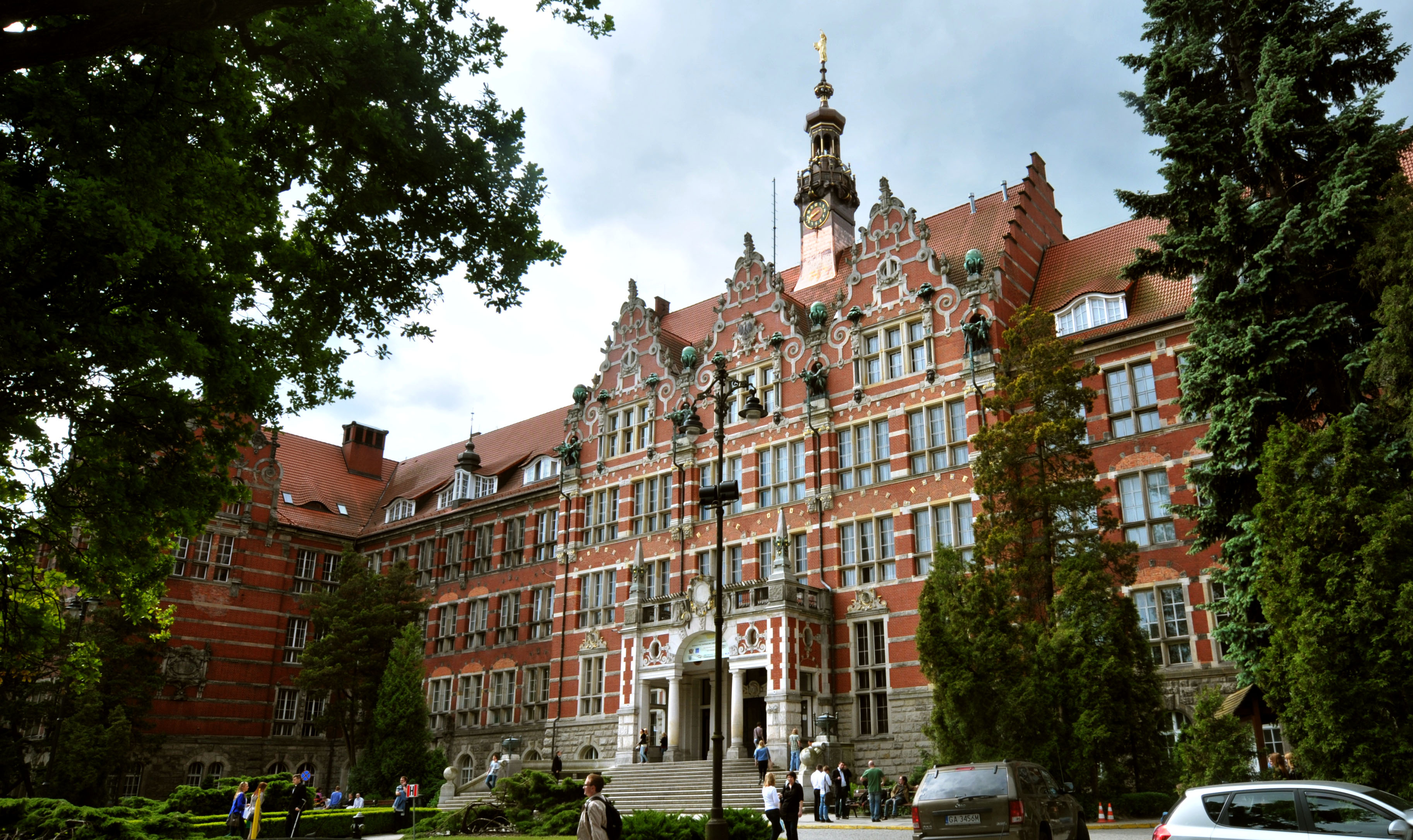
Gmach Główny Politechniki Gdańskiej

- Kolegiata Gdańska pw. Serca Jezusowego
- zespół budynków Politechniki Gdańskiej
- Nowa Synagoga
- Dwór Królewskiej Doliny
- Dwór Kuźniczki i Park Kuźniczki
- Dwór Srebrniki
- Willa Berneaud
- Willa Kirsch
- Willa Schrey

## Oliwa

kościół św. Jakuba

Pałac Opatów w Oliwie

- zespół klasztorny pocysterski z kościołem św. Trójcy, NMP i św. Bernarda, od 1925 katedralnym
- kościół św. Jakuba
- Park Oliwski
  - Ogród botaniczny i Palmiarnia
  - Pałac Opatów w Oliwie
  - Spichrz Opacki
- Dom Bramny
- Młyny
- Lasy Oliwskie
  - Kuźnia wodna
  - Punkt widokowy - Pachołek (100,8 m n.p.m.)
  - Pomnik Bitwy Oliwskiej na Górze Kościuszki
  - Gdański Ogród Zoologiczny
- Dom Polski
- Dwory:
  - I Dwór
  - II Dwór
  - III Dwór
  - IV Dwór
  - Dwór Ernsttal
  - Ludolfino
- Willa Jodłowa
- Villa Martha
- Zajezdnia tramwajowa

## Nowy Port
- Latarnia Morska Gdańsk Nowy Port

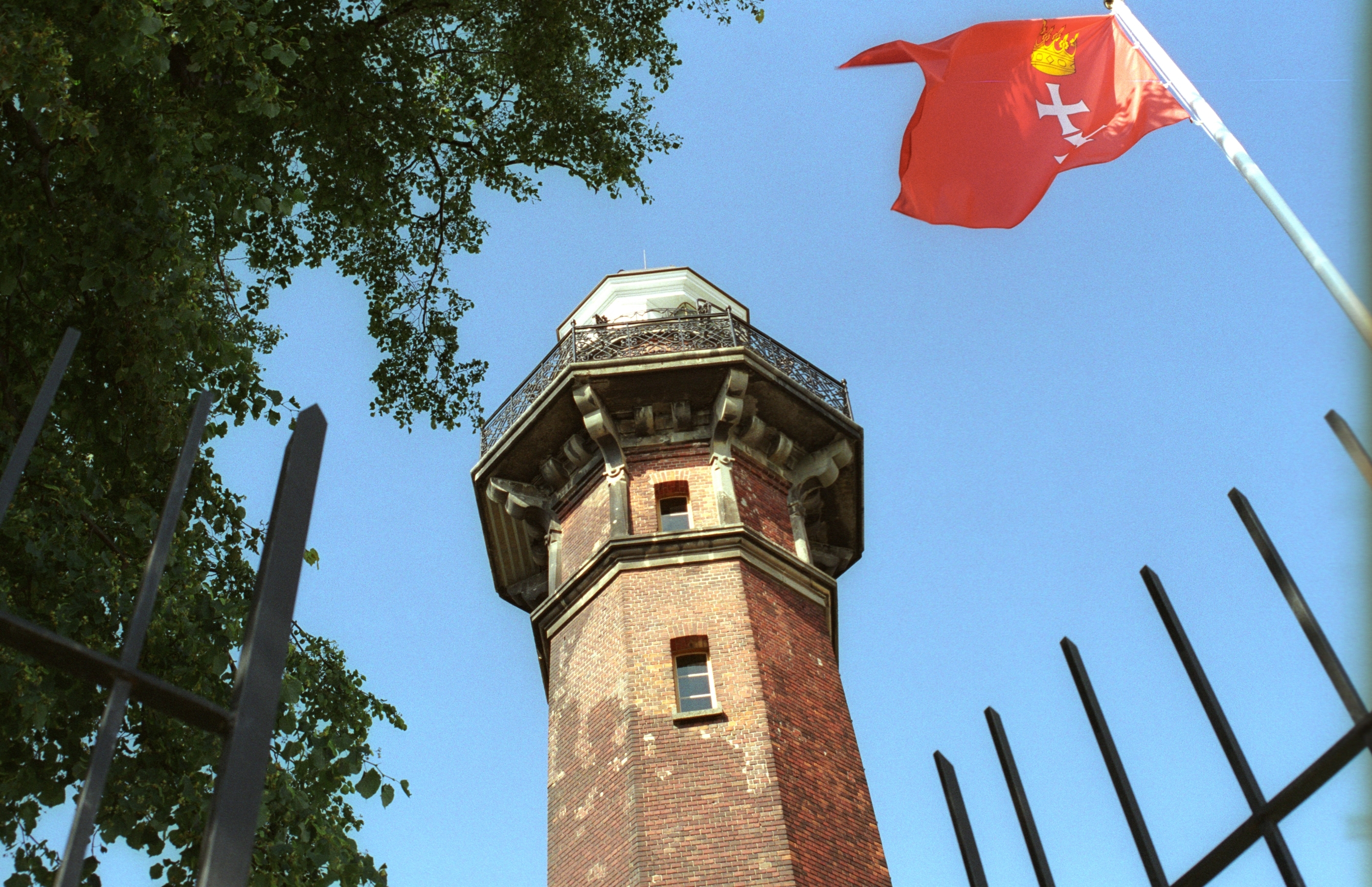
Latarnia Morska Gdańsk Nowy Port

- Kamienice z przełomu XIX i XX wieku
- Kościół św. Jadwigi Śląskiej w Gdańsku
- Morski Kościół Misyjny Niepokalanego Serca Maryi w Gdańsku

## Brzeźno

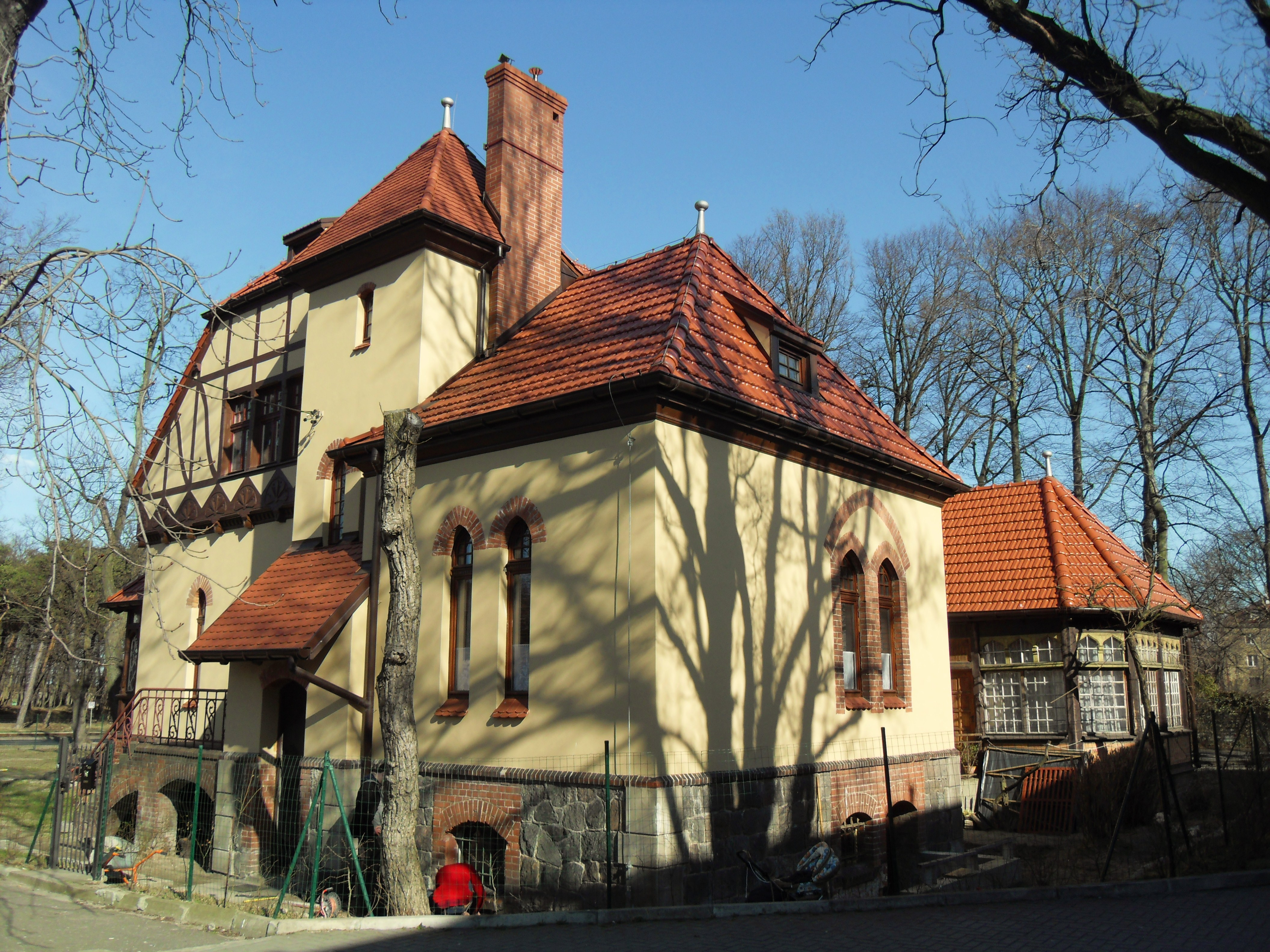
Villa Schmidt

- Villa Schmidt
- Molo
- Stare budynki rybackie
- Fortyfikacje z XIX i XX wieku

## Wisłoujście

Twierdza Wisłoujście

- zespół Twierdzy Wisłoujście

## Westerplatte
- Pomnik Obrońców Wybrzeża
- Wartownia nr 1

## Młyniska

Dwór Młyniska

- Dwór Młyniska

## Olszynka
- Dwór Olszynka

## Wyspa Sobieszewska
- Forsterówka
- Śluza w Przegalinie

## Główne miasto

### Fortyfikacje
- Grodzisko
- Biskupia Górka
- Bastiony Dolnego Miasta
- 25 BAS